# Sarla Thakral
Sarla Thakral, née en 1914 à New-Delhi et morte le 15 mars 2008, est la première femme indienne à piloter un aéronef,,.

## Biographie
Sarla Thakral obtient une licence de pilote en 1936, à 21 ans, et vole seule sur un De Havilland DH.60 Moth appartenant à l'aéroclub de Lahore. Elle effectue un millier d'heures de vol.
Son mari, qui vient d'une famille de pilotes, l'encourage à poursuivre. En 1939, il meurt dans un accident aérien. Sarla Thakral tente d'obtenir une licence de pilote commercial mais la Seconde Guerre mondiale éclate et la formation de civils est suspendue. Veuve avec des enfants à charge, elle renonce à piloter et étudie finalement au Bengale, à l'école des Beaux-arts.
Elle est une adepte de la communauté du Ārya-Samāj.
Après la partition des Indes, elle déménage à Delhi avec ses deux filles et épouse en 1948  R. P. Thakral.
Elle devient ensuite une riche femme d'affaires, peintre et créatrice de vêtements et de bijoux. Elle meurt le 15 mars 2008.